# تپه هاساسان علیا
تپه هاساسان علیا مربوط به دوره ساسانیان - دوره اشکانیان است و در شهرستان مشگین‌شهر، بخش مرکزی، دهستان شعبان، روستای کلاتپا واقع شده و این اثر در تاریخ ۱۲ دی ۱۳۸۶ با شمارهٔ ثبت ۲۰۴۱۰ به‌عنوان یکی از آثار ملی ایران به ثبت رسیده است.